# Кошелев, Николай Васильевич
Николай Васильевич Кошелев (8 июля 1899, д. Погорельцы, Калининский район, Тверская область — 22 октября 1960, Тверь) — советский военный деятель, гвардии полковник. Герой Советского Союза.

## Биография
Родился 8 июля 1899 года в деревне Погорельцы (ныне — Калининского района Тверской области) в семье крестьянина. Закончив неполную среднюю школу, работал на фабрике, а затем техником в горкомхозе города Калинин.
В 1918 году поступил на 1-е Тверские советские кавалерийские командные курсы РККА, после окончания которых принимал участие в военных действиях Восточного, Урало-Оренбургского фронтов, а затем борьба с басмачеством на Туркестанском фронте. В это время командовал взводом, эскадроном, затем служил начальником связи полка.
В 1932 году был переведён из кавалерии в танковую часть. В 1937 году закончил бронетанковые курсы усовершенствования командного состава.
В начале Великой Отечественной войны Николай Кошелев командовал 102-й танковой бригадой. В 1942 году вступил в ряды ВКП(б).
Находясь в составе 4-го танкового корпуса, 102-я танковая бригада под командованием Николая Кошелева в период с 19 ноября по 3 декабря 1942 года прошла с боями около 150 километров, освободив 25 населенных пунктов. Бригада выполнила приказ по соединению с частями Сталинградского фронта. За успешное выполнение этого приказа был награждён орденом Красного Знамени.
Бригада, преобразованная в 22-ю гвардейскую, отличилась в боях на Белгородско-Харьковском направлении. С 3 по 30 августа 1943 года бригада, замкнув кольцо окружения борисово-грайворонской группировки противника и перерезав основные пути отхода противника, нанесла врагу большой урон в технике и живой силе.
В октябре 1943 года бригада под командованием Николая Кошелева, действуя в составе 5-го гвардейского танкового корпуса, 3-й гвардейской танковой армии, успешно форсировала Днепр в районе букринского плацдарма и принимала участие в освобождении Киева. После освобождения Киева бригада заняла оборону восточнее города. Во время контрнаступления противника был вторично тяжело ранен и надолго выбыл из строя.
Представлен к награждению званием Героя Советского Союза за героизм, проявленный при форсировании Днепра. Указом Президиума Верховного Совета СССР «О присвоении звания Героя Советского Союза генералам, офицерскому, сержантскому и рядовому составу Красной Армии» от 10 января 1944 года за «образцовое выполнение боевых заданий командования на фронте борьбы с немецко-фашистскими захватчиками и проявленные при этом отвагу и геройство» удостоен звания Героя Советского Союза с вручением ордена Ленина и медали «Золотая Звезда».
После длительного лечения преподавал в Орловском танковом училище.
В 1946 году ушёл в отставку. Работал начальником автомотоклуба ДОСААФ.
Жил в городе Калинин, где и умер 22 октября 1960 года. Похоронен на центральной аллее Первомайского кладбища в Твери.

## Награды
- Медаль «Золотая Звезда»;
- два ордена Ленина;
- три ордена Красного Знамени;
- медали.